# شبل الكشافة

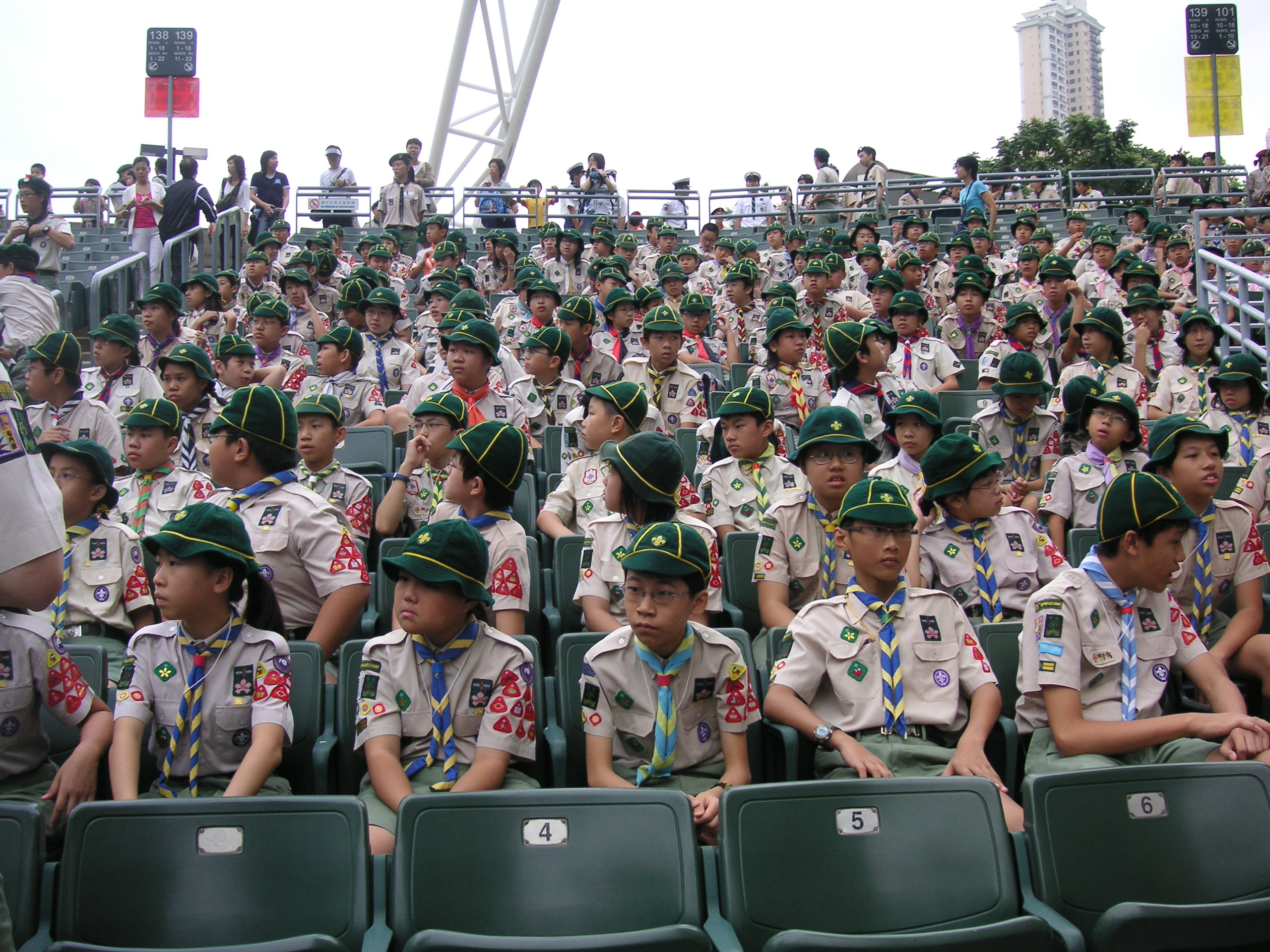
أشبال الكشافة في زي من هونغ كونغ

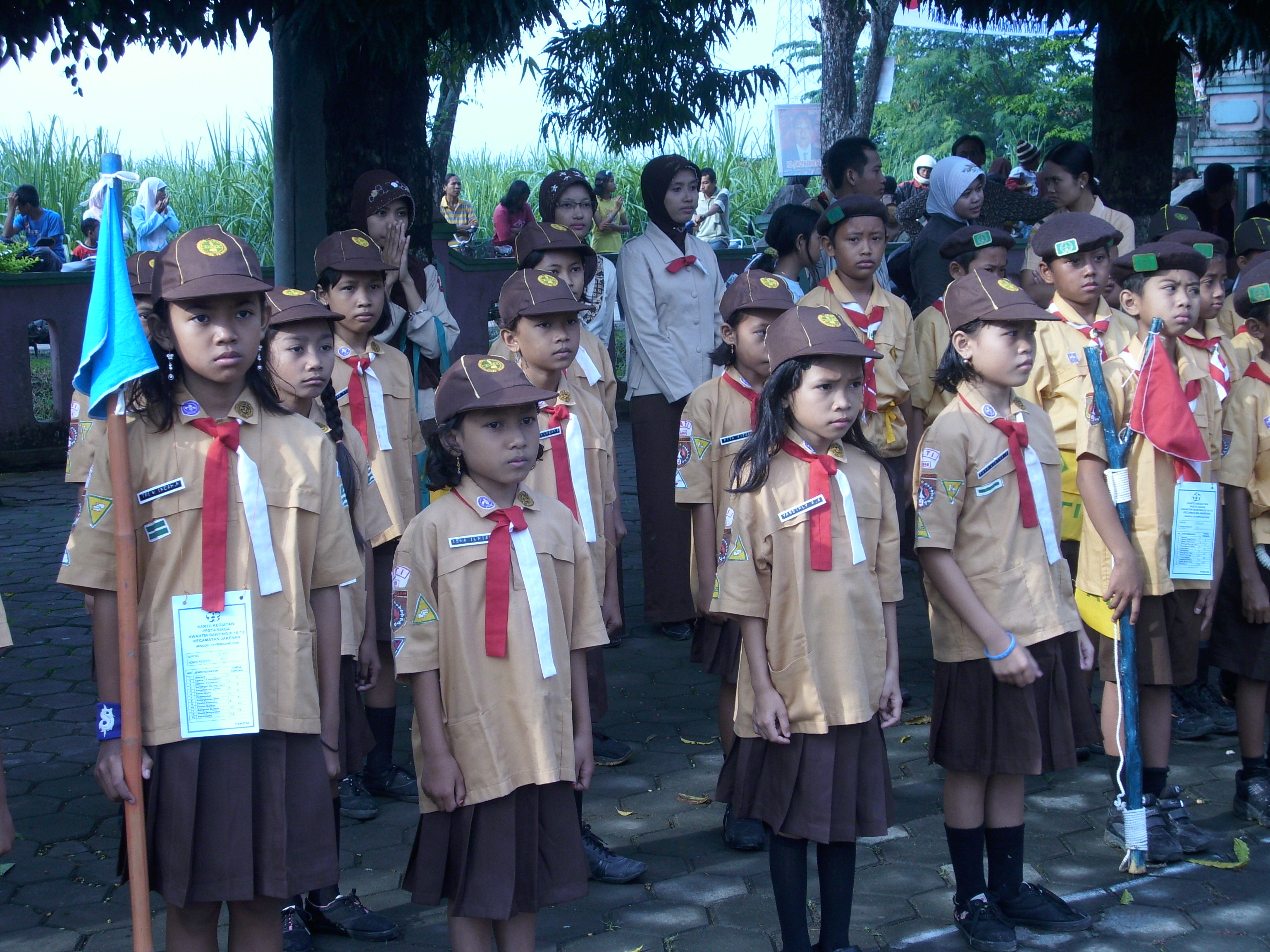
أشبال الكشافة في إندونيسيا

الجُرْمُوز أو شبل الكشافة هو أحد المشاركين في برنامج تدريب شبل الكشافة تعمل العديد من المنظمات الكشفية للشباب ولاسيما الصبيانية للذين تتراوح أعمارهم حوالي 7 سنوات إلى 11 سنوات. في بعض المنظمات وهي معروفة بالاسم الأصلي ذئب الأشبال أو الأشبال.في الأصل كان برنامج الأشبال مفتوحة فقط للأولاد. كان من المتوقع أن ينضم إلى الفتيات. منذ حوالي 1990 كانت الأشبال مفتوحة للفتيان والفتيات في العديد من البلدان، ولكن في الولايات المتحدة، فإنه لا يزال حصرا للأولاد. عدد قليل من المنظمات تعمل أيضا على إصدار شبل البحرية من أشبال الكشافة.